# Aitor Lorente
Aitor Lorente Bilbao es un terrorista español que actuó encuadrado en el comando Zaragoza de Euskadi Ta Askatasuna (ETA).

## Biografía
En diciembre de 1999, el Ministerio del Interior, después de advertir de que ETA podría cometer un atentado «más pronto que tarde», distribuyó fotografías de varios miembros de la banda terrorista, incluida la de Lorente. Como declararía años más tarde ante la jueza de la Audiencia Nacional Teresa Palacios Criado, Lorente se valió de la tregua de 1998, que había nacido a raíz de la firma del Pacto de Estella, para crear un comando en Zaragoza integrado por él y David Pla. A la capital aragonesa llegaron los dos en noviembre de 1999, mes en que la banda terrorista levantó el alto el fuego y cuando apenas faltaban dos meses para el asesinato de Pedro Antonio Blanco.
El 28 de julio del año 2000, la Policía Nacional lo detuvo en Zaragoza junto a Pla. Los acusaba de tener preparada una bomba lapa para atentar contra José Atarés, alcalde de la ciudad por el Partido Popular. Asimismo, se conectaba a ambos con la colocación de un coche bomba en las inmediaciones de l cuartel de la Guardia Civil en la localidad soriana de Ágreda. El Ministerio del Interior, en su balance del año 2000, describió así la operación que había dado pie a la desarticulación del comando Zaragoza cuando Lorente y Pla trataban de desplegarse en Aragón:

Efectivos de la Policía Nacional lograron desarticular un comando en Zaragoza, que la banda terrorista trataba de introducirse en esta provincia aragonesa. Los detenidos fueron Aitor Lorente Bilbao y David Pla Martín. La Policía detectó en la madrugada del día 28 a dos individuos que circulaban por la capital aragonesa en un vehículo que levantó sospechas. Tras diversas comprobaciones, se concluyó que tenía cambiadas las placas de matrículas y que pertenecía a una empresa de alquiler de coches. Los dos sospechosos, que no iban armados, fueron detenidos horas después, e identificados, más tarde, como miembros de ETA. Se localizó un piso franco, situado en la calle Jorge Cocci, donde se encontró documentación y una bomba lapa lista para ser utilizada. Los terroristas podrían estar en esos momentos recabando información sobre el alcalde zaragozano para atentar contra él.
Lucha contra el terrorismo de ETA en España, por el Ministerio del Interior

El fiscal y las defensas llegaron a un acuerdo para pactar seis años de cárcel tanto para Lorente como para Pla en 2001. Si bien la Fiscalía de la Audiencia Nacional pidió en 2006 que se ampliase su estancia en prisión, el juez, Santiago Pedraz, desestimó la petición. En octubre de 2006, Lorente y Pla, además de la también etarra Ainara Esterán, quedaron exculpados por la Audiencia Nacional de haber participado en el asesinato de Manuel Giménez Abad, muerto de tres tiros por la espalda el 6 de mayo de 2001, y los tres quedaron en libertad. Lorente sería detenido una vez más, esta vez en Francia. Ya rota la tregua de 2006 con el atentado de la T4 del aeropuerto de Madrid-Barajas, la banda terrorista anunció que se abría a operar nuevamente en todos los frentes, y la Policía francesa respondió con una redada en la que, además de a Lorente, detuvo también a Alaitz Areitio Azpiri y a Igor Igartua Etxeberria.